# Michaił Rodzianko
Michaił Władimirowicz Rodzianko (ros. Михаи́л Влади́мирович Родзя́нко; ur. 9 lutego?/21 lutego 1859 we wsi Popasnoje w guberni jekaterynosławskiej, zm. 24 stycznia 1924 we wsi Beodra) – rosyjski polityk, poseł do III i IV Dumy, przewodniczący Dumy w latach 1911–1917, działacz partii oktiabrystów.
Prawicowy liberał, zwolennik monarchii konstytucyjnej w Imperium Rosyjskim. Od 27 lutego 1917 przewodniczący Komitetu Tymczasowego Dumy, prowadził rozmowy z przywódcami Komitetu Wykonawczego Piotrogrodzkiej Rady Delegatów Robotniczych i Żołnierskich o powołaniu i składzie Rządu Tymczasowego. Główny negocjator abdykacji Mikołaja II.
Po przewrocie bolszewickim próbował organizować obronę Rządu Tymczasowego, wobec porażki wyjechał nad Don, uczestnicząc w strukturach politycznych Armii Ochotniczej i Sił Zbrojnych Południa Rosji (Biali), (generałowie: Michaił Aleksiejew, Ławr Korniłow i Anton Denikin).
Po klęsce Białych w 1920 emigrował do Królestwa SHS, osiedlił się w Banacie, gdzie zmarł.